# Carlo Giuseppe Orrigoni
Carlo Giuseppe Orrigoni (Varese, 1595 circa – Genova, 6 marzo 1656) è stato un poeta e scrittore italiano.

## Biografia
Originario di un casato lombardo aristocratico e benestante, Carlo Giuseppe Orrigoni nacque a Varese verso il 1595. Ricevette una formazione alquanto eterogenea, prima presso i gesuiti del Collegio di Brera, poi all'Università di Pavia, dove conseguì la laurea in giurisprudenza nel 1618.
Stabilitosi a Genova, intorno alla metà degli anni Venti, Orrigoni riuscì a guadagnarsi una posizione di rilievo nel panorama letterario ed editoriale della repubblica. Entrò in contatto con i massimi esponenti della cultura barocca ligure e strinse amicizia con personalità del calibro di Angelico Aprosio, Gabriello Chiabrera e Bernardo Morando. Più tardi, alle soglie degli anni Quaranta, entrò a far parte dell'Accademia veneziana degli Incogniti. 

## Opere
Autore straordinariamente versatile, Orrigoni fu autore di numerose opere, per lo più encomiastiche - epistole in verso sciolto, epitalami, odi, prose nuziali ed eroiche, sonetti, panegirici - ma anche di liriche amorose, idilli, e carmi morali in verso sciolto.